# 5 Połączone Taktyczne Siły Powietrzne
5 Połączone Taktyczne Siły Powietrzne – lotniczy związek operacyjny Paktu Północnoatlantyckiego okresu zimnej wojny.

## Charakterystyka
Zadaniem 5 Połączonych Taktycznych Sił Powietrznych było wsparcie i zabezpieczenie działań wojsk lądowych na terytorium Włoch i sił morskich w środkowej części Morza Śródziemnego. Podlegały Dowództwu Połączonych Sił Powietrznych Europy Południowej AIRSOUTH w Neapolu.

W  skład 5 PTSP wchodziły włoskie siły powietrzne, w tym eskadry: szturmowe, przechwytujące, rozpoznawczo-uderzeniowe oraz rozpoznawcze. Trzon lotnictwa bojowego stanowiły samoloty typu Tornado, F-104S Starfighter, RF-104G, Fiat G-91R/V oraz samoloty rozpoznania morskiego – w sumie ponad 300 samolotów,
W ich skład wchodziło także 40 wyrzutni rakiet przeciwlotniczych Improved Hawk oraz 8 baterii Nike Hercules.